# Sminthopsis leucopus
Sminthopsis leucopus is een roofbuideldier uit het geslacht van de smalvoetbuidelmuizen. De wetenschappelijke naam van de soort werd voor het eerst geldig gepubliceerd door John Edward Gray in 1842. Deze soort is het nauwst verwant aan Sminthopsis butleri uit Noordwest-Australië. 

## Kenmerken
Het is een grote Sminthopsis met een puntige snuit. De bovenkant is grijsbruin, de onderkant lichtgrijs. De dunne staart is iets korter dan het lichaam. De voeten zijn wit. De kop-romplengte bedraagt 70 tot 110 mm, de staartlengte 70 tot 90 mm en het gewicht 19 tot 27 g.

## Leefwijze
Deze Sminthopsis leeft op de grond, is 's nachts actief en eet kleine geleedpotigen en skinks. Het dier bouwt een nest onder een omgevallen boom of in een bladerdek. In augustus of september worden jongen geboren, die zeven of acht weken in de buidel blijven.

## Voorkomen
De soort komt voor op Tasmanië, langs de kust van Victoria en zuidelijk New South Wales en op de eilanden Cape Barren, West Sister en East Sister in de Furneaux Group. Daar leeft het dier in open bos en grasland. In het regenwoud van Paluma in Noordoost-Queensland leeft ook een populatie van deze soort.

## Ondersoorten
De soort heeft de volgende ondersoorten:
- Sminthopsis leucopus leucopus (Gray, 1842) – komt voor op Tasmanië.
- Sminthopsis leucopus ferruginifrons (Gould, 1854) – komt voor in Victoria.
- Sminthopsis leucopus janetzkiae Lavery et al., 2022 – komt voor in de Wet Tropics in noordoostelijk Queensland.

Sminthopsis aitkeni · Sminthopsis archeri · Sminthopsis bindi · Sminthopsis boullangerensis · Sminthopsis butleri · Dikstaartsmalvoetbuidelmuis (Sminthopsis crassicaudata) · Sminthopsis dolichura · Sminthopsis douglasi · Sminthopsis froggatti · Sminthopsis fuliginosus · Sminthopsis gilberti · Sminthopsis granulipes · Sminthopsis griseoventer · Sminthopsis hirtipes · Sminthopsis leucopus · Sminthopsis macroura · Gewone smalvoetbuidelmuis (Sminthopsis murina) · Sminthopsis ooldea · Sminthopsis psammophila · Sminthopsis stalkeri · Sminthopsis virginiae · Sminthopsis youngsoni